# UFC Fight Night: Hunt vs. Mir
UFC Fight Night: Hunt vs. Mir var en MMA-gala som arrangerades av Ultimate Fighting Championship och ägde rum 20 mars 2016 i Brisbane i Australien.